# Agence matrimoniale (film)
Pour les articles homonymes, voir Agence matrimoniale (homonymie).
Pour plus de détails, voir Fiche technique et Distribution.
Agence matrimoniale est un film français réalisé par Jean-Paul Le Chanois,  sorti en 1952.

## Synopsis
Noël Pailleret, un provincial, modeste employé de banque, hérite de sa tante une agence matrimoniale à Paris. Il se trouve alors confronté à la clientèle : veuves esseulées, jeunes filles timides, vieux garçons autoritaires. Il retrouve à Paris, Gilberte, une jeune femme qu'il avait aimé 7 ans auparavant et qui l'avait quitté pour se marier. Maintenant divorcée, elle est libre, mais la mère de Noël est un obstacle qu'il faut lever.

## Fiche technique
- Titre : Agence matrimoniale
- Réalisation : Jean-Paul Le Chanois, assisté de Pierre Granier-Deferre, Serge Witta
- Scénario : Jean-Paul Le Chanois, France Roche et Jacques Rémy
- Adaptation, Dialogues : Jean-Paul Le Chanois
- Photographie : Marc Fossard
- Montage : Emma Le Chanois
- Musique : Joseph Kosma
- Cadreur : Jacques Natteau
- Décors : Max Douy, assisté de Jean André et André Labussière
- Son : Pierre Calvet
- Maquillage : Louis Bonnemaison
- Coiffures : Janine Jarreau
- Photographe de plateau : Walter Limot
- Script-girl : Brigitte Dubois
- Régisseur général : Tonio Sune
- Producteurs : Pierre Lévy-Corti et Robert Dorfmann
- Directeur de production : Ludmilla Goulian
- Sociétés de production : Coopérative générale du cinéma français et Silver
- Société de distribution : Corona
- Tournage du 26 septembre au 10 novembre 1951
- Format :  Noir et blanc  - 35 mm
- Genre : Comédie dramatique
- Durée : 109 minutes
- Date de sortie : 
  - France - 21 mai 1952

## Distribution
- Bernard Blier : Noël Pailleret, modeste employé de banque
- Michèle Alfa : Gilberte Jolivet
- Julien Carette : Jérôme
- Jean-Pierre Grenier : Jacques
- Louis de Funès : Monsieur Charles
- Yolande Laffon : Mme Pailleret, la mère de Noël
- Anne Campion : Viviane Galey
- Marcelle Praince : Mme Martin
- Madeleine Barbulée : Mlle Céline, la couturière
- Albert Michel : Le pêcheur
- Suzanne Nivette : Mlle Léonie
- Simone Gusin : La doctoresse
- Léon Arvel : Le premier médecin
- Robert Pouget : Le second médecin
- Mademoiselle Viaud : Une malade
- Robert Le Béal : Le père stérile
- Hugutte Lorelle : La mère stérile
- Jean d'Yd : Un père
- Madeleine Geoffroy : Une mère
- Nora Coste : La jeune fille sourde
- Marcel Magnat : Le rameur
- Christian Lude : Le commissaire
- Philippe Noiret : un passant
- Bernard Musson :
- Gilberte Géniat : La marchande de billets de loterie
- Marina de Berg : La petite sœur
- Mady Berry : La concierge
- Geneviève Morel : La locataire
- Christiane Nere : La sœur
- Pierre Mondy : Le "trois fois" marié
- Georges Galley : Le beau garçon
- Michel Nastorg : Le notaire
- Jean Sylvère : Monsieur Paul
- Michel Etcheverry : Le frère
- Jean Berton : L'ami
- Camille Guérini : Le combattant
- Pierre Palau : Le directeur de "Nuptia"
- René Fleur : L'escroc
- Jean-Paul Le Chanois
- France Roche
- Anne-Marie Duverney
- Martine Sarcey
- Andrée Tainsy
- Jacques Muller
- Guy Denancy
- Laure Paillette
- André Dalibert
- Louis Velle
- Jean Sylvain
- Mag Avril
- Palmyre Levasseur
- Gianni Esposito
- Georges Patrix
- Hubert de Lapparent
- Denise Kerny
- Maguy Henriot
- Liliane Ernout
- R.J. Chauffard
- Bernard Farrel
- Jacqueline Roman
- Germaine Stainval
- Rosine Deréan
- Geneviève Bray
- Liliane Yvernault
- Blanche Denège
- Marcelle Arnold
- François Valorbe
- Henri Coutet
- Antonin Baryel
- Paul Ville
- Paul Faivre
- Joseph Palau-Fabre
- Édouard Francomme
- Marcel Alba